# Harry Melville
Harry Work Melville (27 avril 1908 - 14 juin 2000) est un chimiste britannique, universitaire et administrateur universitaire, spécialisé dans la recherche sur les polymères. Il passe son début de carrière dans le milieu universitaire en tant que chargé de cours et chercheur, avant de passer à l'administration en tant que fonctionnaire et directeur de collège universitaire.
Il est membre du Trinity College de Cambridge de 1933 à 1944, professeur de chimie à l'Université d'Aberdeen de 1945 à 1947 et professeur Mason de chimie à l'Université de Birmingham de 1948 à 1956. Passé à l'administration, il est secrétaire permanent du Département de la recherche scientifique et industrielle de 1956 à 1965, président du Conseil de la recherche scientifique de 1965 à 1967 et directeur du Queen Mary College de 1967 à 1976.
Melvin est élu membre de la Royal Society of Edinburgh et de la Royal Society. Il reçoit la médaille Meldola de l'Institut de chimie et la médaille Davy de la Royal Society. Il donne les conférences de Noël de la Royal Institution en 1955 et la conférence Bakerian de la Royal Society en 1956. Il est fait chevalier en tant que Chevalier Commandeur de l'Ordre du Bain en 1958.

## Jeunesse et éducation
Melville est né le 27 avril 1908 à Édimbourg, en Écosse ,. Il est le fils de Thomas Melville et de sa femme, Esther Cumming Burnet Nicol. Ils vivent au 233 Dalkeith Road dans le sud d'Édimbourg .
Il fait ses études à la Preston Street School, une école primaire publique d'Édimbourg, et à la George Heriot's School, une école indépendante de la vieille ville d'Édimbourg ,. Il étudie ensuite pendant un an au Heriot-Watt College, un collège technique spécialisé en ingénierie .
Ayant remporté une bourse Carnegie, Melville étudie la chimie à l'Université d'Édimbourg ,. Il obtient un diplôme de première classe avec mention en 1930 . Il reçoit ensuite une bourse de recherche Carnegie et entreprend des recherches en vue d'un doctorat . Il obtient son diplôme de docteur en philosophie (PhD) en 1933 et sa thèse de doctorat s'intitule "Enquête sur la structure moléculaire et les changements chimiques au moyen de spectres de bandes " . Il obtient un doctorat en sciences (DSc), un doctorat supérieur, à Édimbourg en 1935 .

## Carrière académique
En 1933, Melville est élu membre du Trinity College de Cambridge . Il travaille également au Colloid Science Laboratory de Cambridge sous la direction d'Eric Rideal et en 1938 en devient le directeur adjoint de la recherche . Ses recherches au cours de cette période se concentrent sur les polymères .
En 1939, Melville est nommé professeur titulaire de la chaire de chimie à l'Université d'Aberdeen . Cependant, la guerre éclate avant qu'il ne puisse prendre le poste . Pendant la Seconde Guerre mondiale, il travaille pour le gouvernement britannique. De 1940 à 1943, il est conseiller scientifique du surintendant principal du ministère de l'approvisionnement et est basé à Porton Down . Puis, de 1943 à 1945, il est surintendant de la station de recherche radar à Malvern, Worcestershire .
Après la fin de la guerre en 1945, Melville retourne à l'Université d'Aberdeen . Il y travaille pendant les trois années suivantes et ses recherches se concentrent sur la cinétique des gaz et la cinétique des polymères . En 1948, il s'installe à l'Université de Birmingham, où il est nommé Mason Professor of Chemistry . Il y développe une équipe de doctorants et de chercheurs postdoctoraux spécialisés en chimie des polymères .
En 1956, Melville entre dans l'administration lors de sa nomination au poste de secrétaire permanent du Département de la recherche scientifique et industrielle ,. De 1965 à 1967, il est président du Conseil de la recherche scientifique, l'agence nouvellement créée qui prend en charge la supervision de la recherche scientifique financée par l'État du Département de la recherche scientifique et industrielle . En 1967, il est nommé directeur du Queen Mary College . Il prend sa retraite en 1976 .
Melville est président de la Faraday Society, la principale société britannique pour l'étude de la chimie physique, de 1958 à 1960. Il est président de la Chemical Society de 1966 à 1968 .
En 1981, Melville devient membre fondateur du Conseil culturel mondial .
À la retraite, Melville garde ses liens avec le milieu universitaire et la recherche. Il est président du conseil du Westfield College entre 1977 et 1983 . Il est également impliqué dans la lutte contre les coupes dans le financement des universités .
Melville est décédé le 14 juin 2000, à l'âge de 92 ans .

## Vie privée
En 1942, Melville épouse Janet Marion Cameron; elle lui survit . Ils ont deux filles .

## Honneurs
- Chevalier commandeur de l'Ordre du Bain

En 1935, Melville reçoit la médaille Meldola de l'Institut de chimie . En 1955, il reçoit la médaille Davy de la Royal Society "en reconnaissance de son travail distingué en chimie physique et dans les réactions des polymères" . En 1955, il donne les conférences de Noël de la Royal Institution sur les "grosses molécules" . En 1956, il reçoit la Médaille Bakerian de la Royal Society et donne sa conférence associée qui s'intitule « Polymérisation par addition » ,.
Le 1er mars 1937, Melville est élu membre de la Royal Society of Edinburgh (FRSE) avec comme proposants James Pickering Kendall, John Edwin MacKenzie, Ernest Ludlam et Thomas Bolam. Il remporte le prix Bruce Preller de la société pour 1943 et leur prix Gunning Victoria Jubillee pour la période 1952–1956 . En 1941, il est élu Fellow de la Royal Society (FRS)  âgé de 33 ans, il est l'un des plus jeunes à avoir été élu . Lors des honneurs du Nouvel An de 1958, il est nommé Chevalier Commandeur de l'Ordre du Bain (KCB) pour ses services en tant que secrétaire du Département de la recherche scientifique et industrielle.
En 1959, Melville reçoit un doctorat honorifique en sciences (DSc) de l'Université d'Exeter . En 1966, il reçoit un doctorat honorifique en sciences de l'Université Heriot-Watt . En 1975, il reçoit un diplôme honorifique de l'Université de l'Essex .
En 1990, le Melville Laboratory for Polymer Synthesis est créé à l'Université de Cambridge, nommé en son honneur .